# Mochloribatula metzi
Mochloribatula metzi är en kvalsterart som beskrevs av Norton 1983. Mochloribatula metzi ingår i släktet Mochloribatula och familjen Mochlozetidae. Inga underarter finns listade i Catalogue of Life.